# Cyphostemma elisabethvilleanum
Cyphostemma elisabethvilleanum là một loài thực vật hai lá mầm trong họ Nho. Loài này được (Dewit) Desc. ex Wild & R.B.Drumm. miêu tả khoa học đầu tiên năm 1966.